# 布拉萨克 (塔恩-加龙省)
布拉萨克（法語：Brassac，法語發音：[bʁasak]）是法国奥克西塔尼大区塔恩-加龙省的一个市镇，属于卡斯泰尔萨拉桑区。

## 地理
布拉萨克（44°12'53"N, 0°58'22"E）面积20.37 平方千米，位于法国奧克西塔尼大區塔恩-加龙省，该省份为法国西南部内陆省份，北起顺时针与洛特省、阿韦龙省、塔恩省、上加龙省、热尔省和洛特-加龙省接壤。
与布拉萨克接壤的市镇（或旧市镇、城区）包括：维萨堡、卡斯泰尔萨格拉、福鲁、蒙茹瓦、圣纳泽尔德瓦朗塔纳。

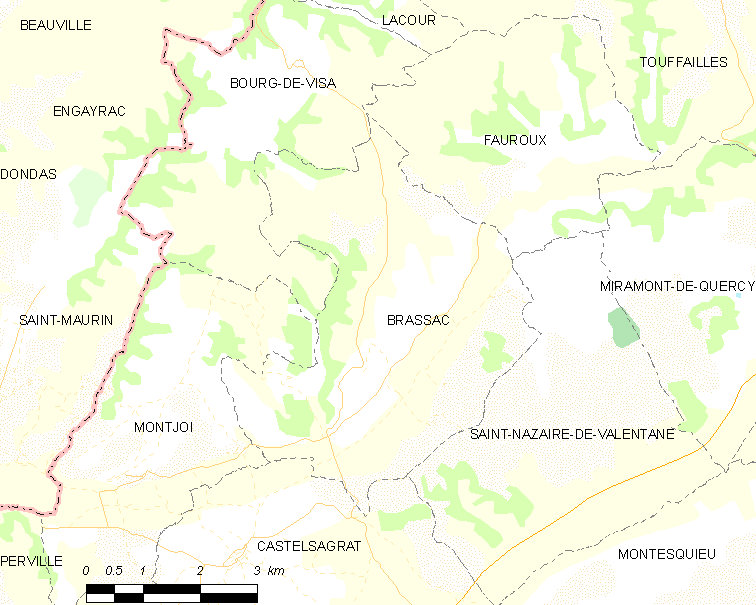
的OSM定位图

布拉萨克的时区为UTC+01:00、UTC+02:00（夏令时）。

## 行政
布拉萨克的邮政编码为82190，INSEE市镇编码为82024。

## 政治
布拉萨克所属的省级选区为瓦朗斯县。

## 人口

1962-2008年间人口变化图示

布拉萨克于2022年1月1日时的人口数量为252人。